# St. Agatha (Agatharied)

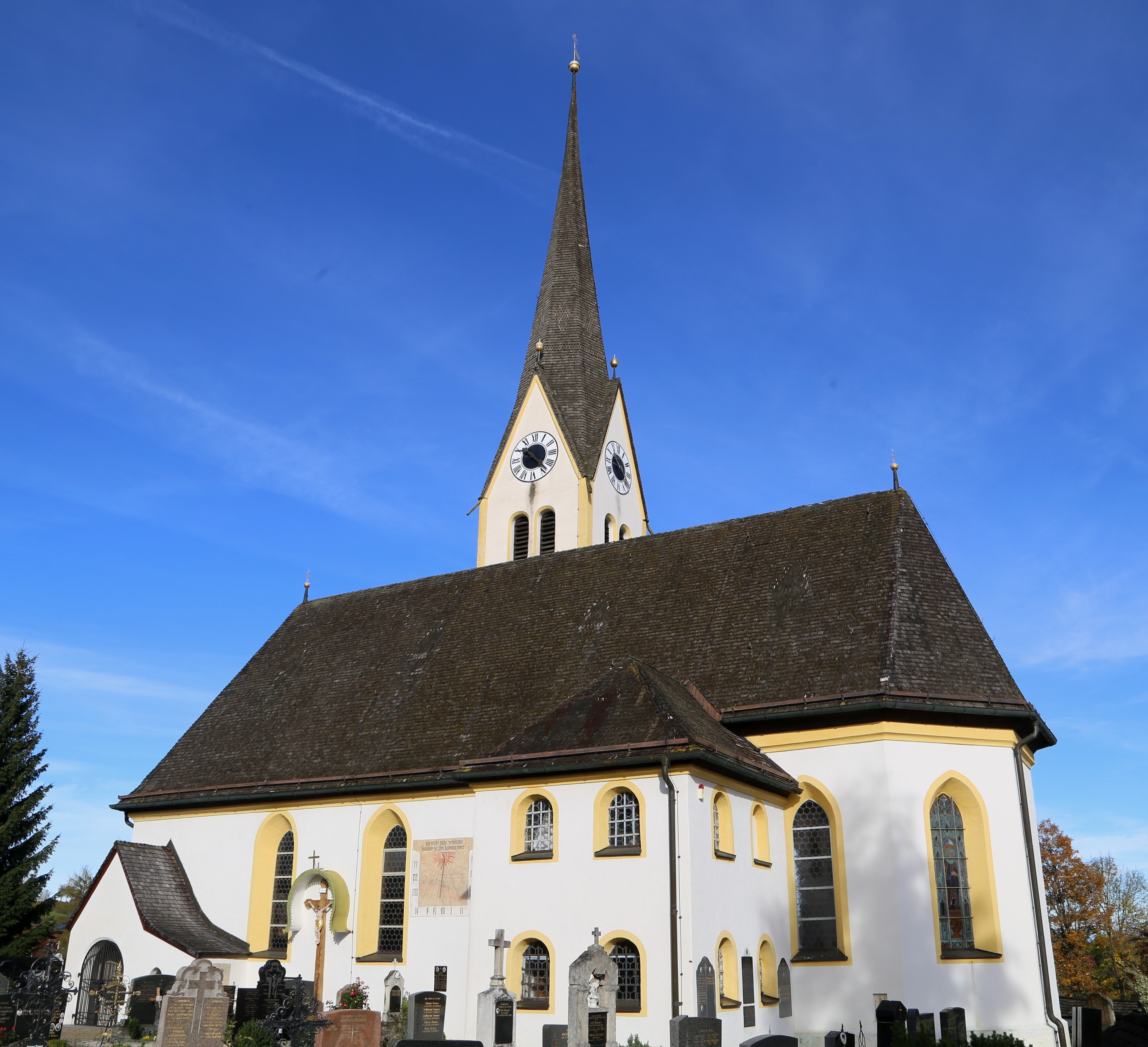
St. Agatha (Agatharied)

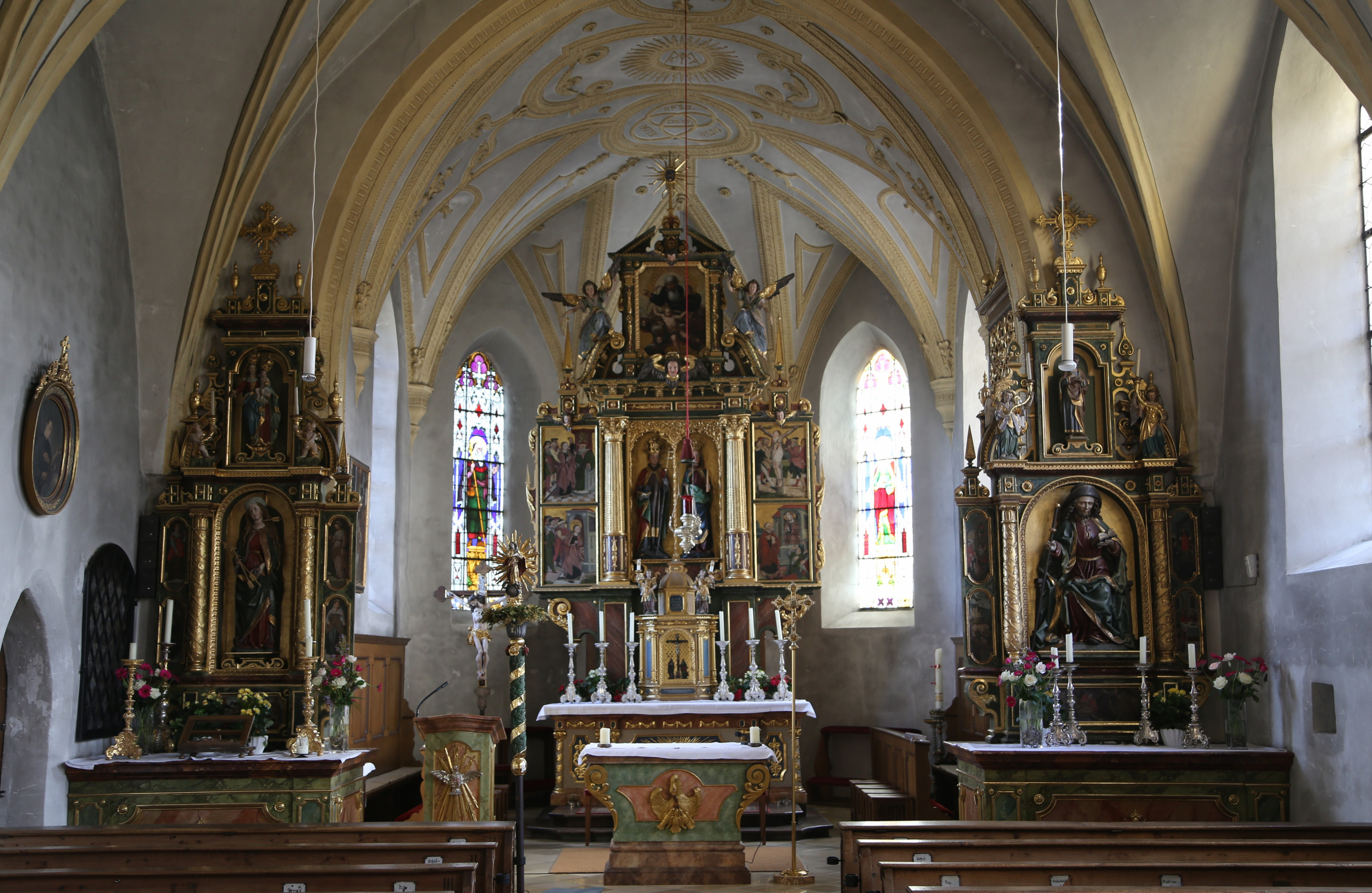
Innenansicht

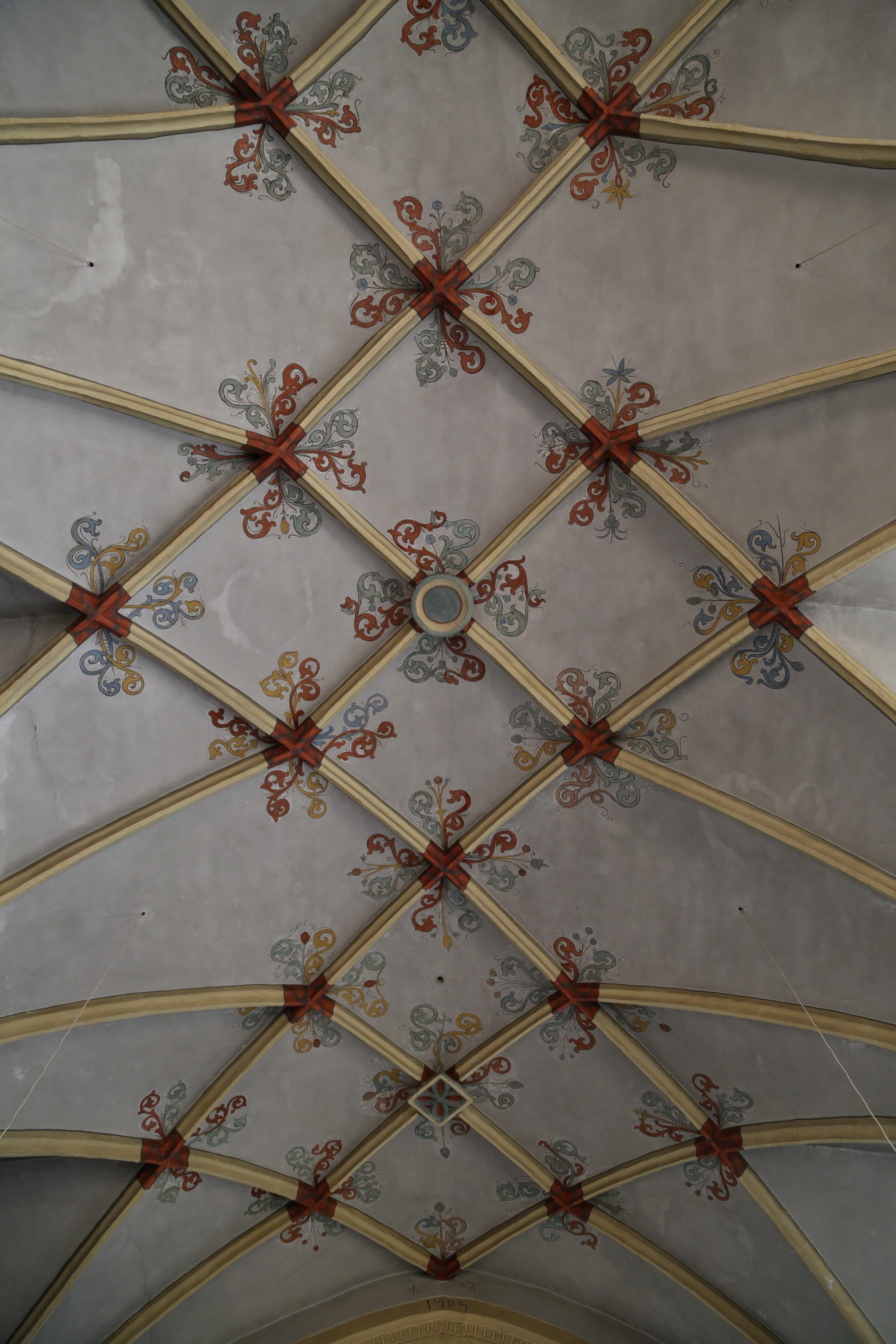
Gewölbe

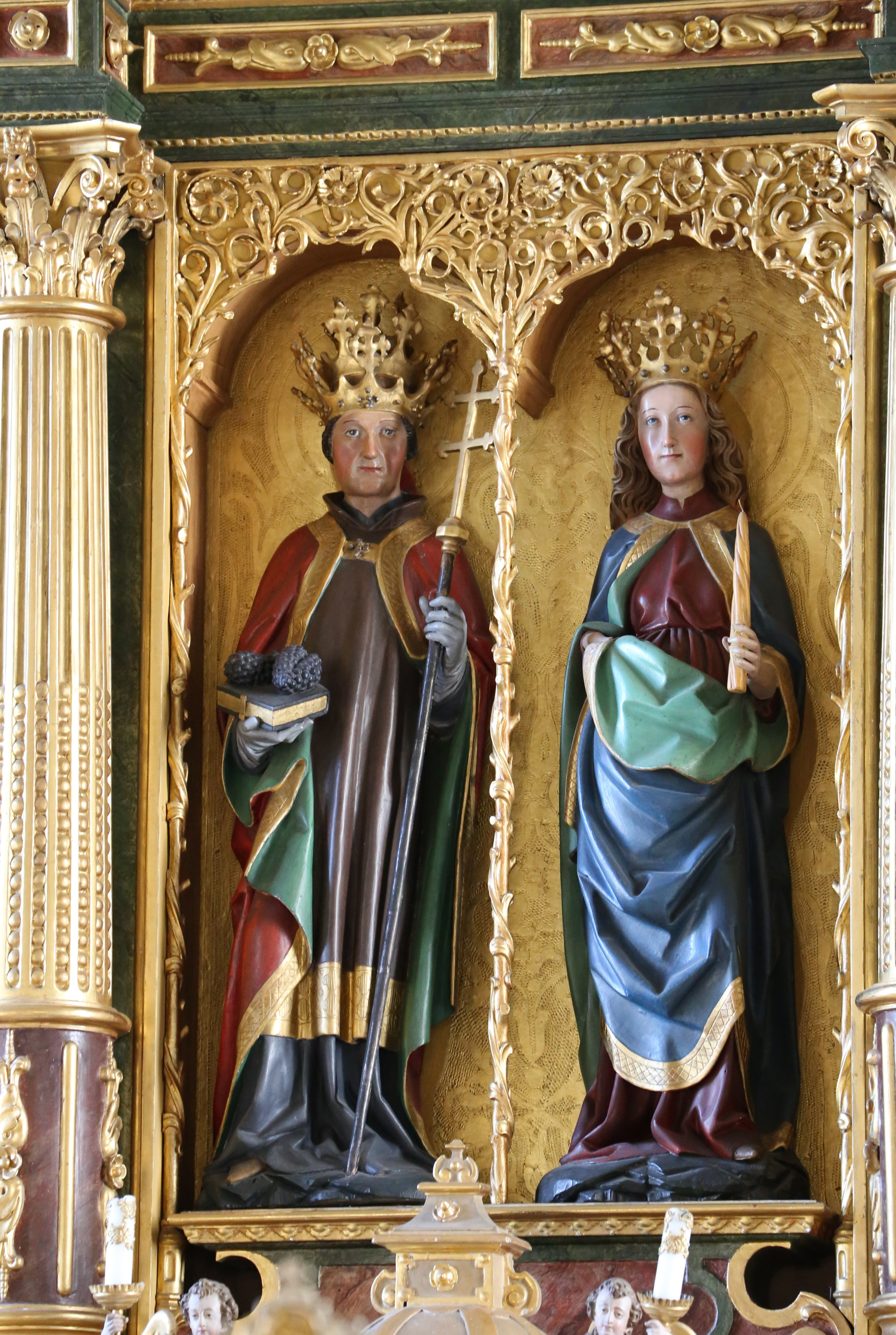
Hauptaltar

Die römisch-katholische Pfarrkirche St. Agatha ist eine gotische Saalkirche im Ortsteil Agatharied von Hausham im oberbayerischen Landkreis Miesbach. Sie gehört zum Pfarrverband Hausham-Agatharied im Dekanat Miesbach des Erzbistums München und Freising.

## Geschichte und Architektur
Die ausgewogen proportionierte Kirche wurde einheitlich um 1505 erbaut, diese Jahreszahl ist am Chorbogen zu finden. Der Altarraum wurde um 1670 im Barockstil umgestaltet; eine Renovierung erfolgte in den Jahren 1982/1983. Das vierjochige Langhaus schließt sich an einen leicht eingezogenen, dreiseitig geschlossenen Chor an, im Norden ist ein Turm mit Spitzhelm angebaut. An der Südwand des Langhauses ist eine Sonnenuhr aufgemalt.
Das Langhaus wird mit einem Netzgewölbe über Wandvorlagen mit Diensten abgeschlossen, das mit einer 1936 freigelegten Rankenmalerei versehen ist. Im Altarbereich wurde nach Entfernung der Gewölberippen Schlierseer Rahmenstuck mit Pflanzenkelchen und verschlungenen Kreisen als Dreifaltigkeitssymbol angebracht, wie dies auch bei anderen Kirchen vorkommt, die von Schlierseer Stuckatoren ausgeschmückt wurden (so zum Beispiel in Heilig Blut (Elbach) und St. Laurentius (Egern)).

## Ausstattung
Der Hochaltar von 1649 wurde unter Einbeziehung der Hauptteile eines spätgotischen Flügelaltars aus der Zeit um 1500 gestaltet. Dazu gehören der Mittelschrein mit Figuren der Heiligen Urban und Agatha, Flügel mit Tafelbildern der Agathalegende auf den Vorder- und Rückseiten und die Rückansicht des Schreins mit einem Gemälde, das Christus als Weltenrichter darstellt. 
Die Seitenaltäre stammen aus der Zeit um 1628 und wurden ebenfalls unter Verwendung älterer Gemälde und Skulpturen gestaltet. Am nördlichen Altar ist eine Mittelfigur der heiligen Ursula angebracht, die von vier schmalen Gemälden der Heiligen Margaretha, Barbara, Katharina und Dorothea aus der zweiten Hälfte des 16. Jahrhunderts gerahmt wird. In der Predella ist eine gleichzeitige Darstellung des Martyriums der heiligen Ursula zu finden. Am südlichen Altar ist eine spätgotische Schnitzfigur des heiligen Jakobus mit begleitenden Darstellungen aus seiner Legende zu finden, in der Predella die Beweinung Christi vom Anfang des 16. Jahrhunderts. Die Kanzel stammt aus der Zeit um 1650. Für die Kirchenmusik steht eine elektronische Orgel zur Verfügung.
Das aus vier Glocken bestehende Geläut wurde nach dem Zweiten Weltkrieg in Erding gegossen.